# Euphorbia globosa
Euphorbia globosa là một loài thực vật có hoa trong họ Đại kích. Loài này được (Haw.) Sims mô tả khoa học đầu tiên năm 1826.

## Hình ảnh

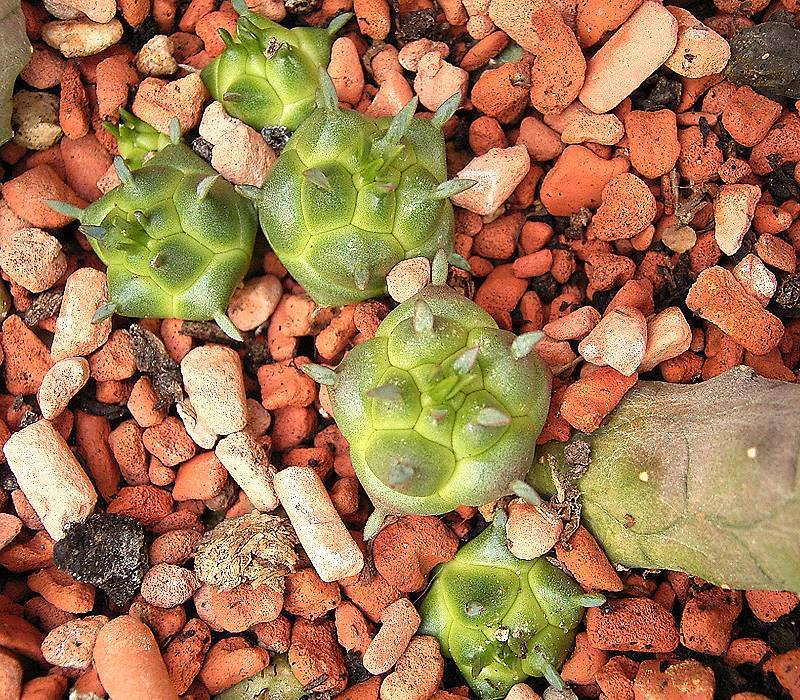
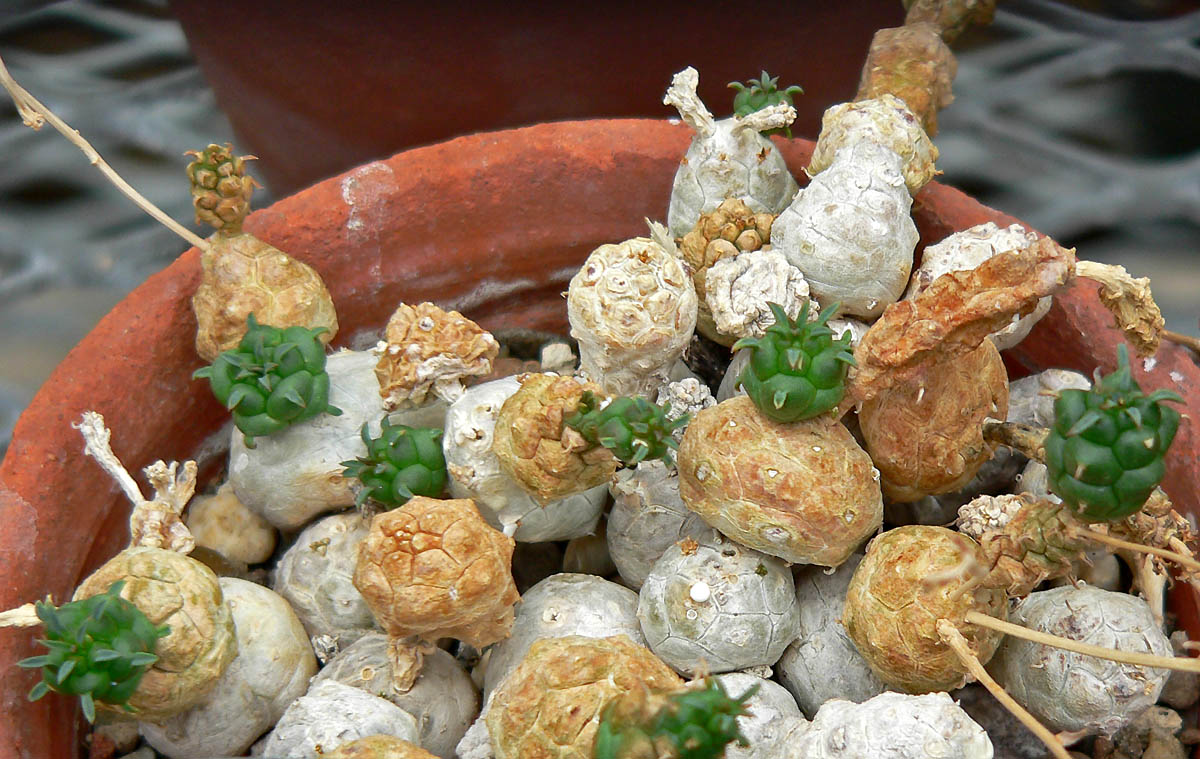